# 山口正造
山口 正造（やまぐち しょうぞう、1882年 - 1944年）は、日本の実業家、富士屋ホテル元代表取締役社長、富士屋自動車元社長、箱根ホテル元社長。

## 人物

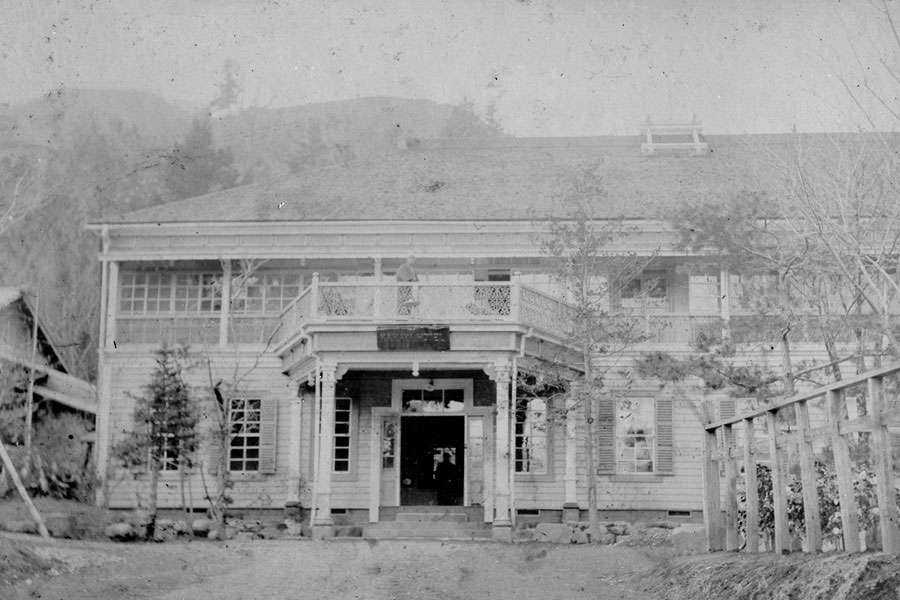
明治期の日光金谷ホテル

1882年（明治15年）7月、栃木県・日光金谷ホテルの金谷善一郎の次男・金谷正造として生まれる。日光金谷ホテルは1873年（明治6年）に外国人向けの民宿として、ジェームズ・ヘボンの薦めで「金谷カッテージ・イン」として創業したクラシックホテルで、現存する日本最古のリゾートホテルとして知られている。
1893年（明治26年）、父・善一郎が「金谷ホテル」を開業。築地にあった立教学校（立教大学の前身の一つ）初代校長で建築家としても活躍したジェームズ・ガーディナーの薦めで、ホテル開業前年の1892年（明治25年）に3歳上の兄・金谷眞一が立教学校で学んだことから、その後正造も兄と同じく立教学校で英学を学んだ。英語は外国人向けのホテルを運営していく上で必要なものであった。在学中、正造は語学の他に柔道、銃剣術というのを得意にしていた。
病気で立教学校を休学したことをきっかけに世界一周を目指してアメリカ行きを志願する。父・善一郎が資金を工面してくれ、「成功するまでは帰るな」と父から励まされ、その決意の下、17歳で単身サンフランシスコに旅立った。当初、あてにしていた人物には会うことかできず、現地の教会で世話になったが、その後カナダのバンクーバーへ向かった。日本人労働者向けの英語教師を日雇いで務めていたところ、金谷ホテルに宿泊経験のあるイギリス人と再会し、イギリスへ連れていってもらうことになった。ロンドンでは、当時の駐英日本大使が日本にあるジェームズ・ヘボンの英語塾出身だったことから、大使館に直談判し、ボーイとして大使館に採用されて勤務することになる。この時、大使館で行われる宴会などから、イギリスの貴族社会の様子を知り、後にホテルを経営する上に役に立ったとされる。イギリスには長期滞在し、その時も得意の英語を活かした。
約2年間の勤務の後、駐英大使の転勤に伴って大使館での仕事を離れると、仕事もなく資金も尽きて、職を求め街をさまよっていたところ、2人の日本人柔道家と知り合う。彼らはイギリス人の経営する道場で柔道を教えていたが、英語が不得意のため、安い賃金で不当に雇われていた。正造は、不当な扱いを指摘し、2人を辞めさせると、彼らと新しい柔道の道場を開き、柔道の興行も開くようになった。当時、柔道は欧州に紹介されたばかりで、日露戦争で勝利した日本にも関心が高まっていたことから、柔道は人気があり道場は賑わった。正造は立教学校時代に多少の柔道の心得があったことから、興行のマネージャーだけでなく、自ら実演も行い、大学や警察署でも実演指導を求められるようになった。その後、正造は下宿業を営む家のイギリス人女性との結婚を望むと、故郷の父に結婚の許可を求める手紙を送った。しかし大反対され、悩んだ正造は彼女との結婚を諦め、父に呼び戻されることとなり、1906年（明治39年）、7年間に及んだ海外生活から帰国した。

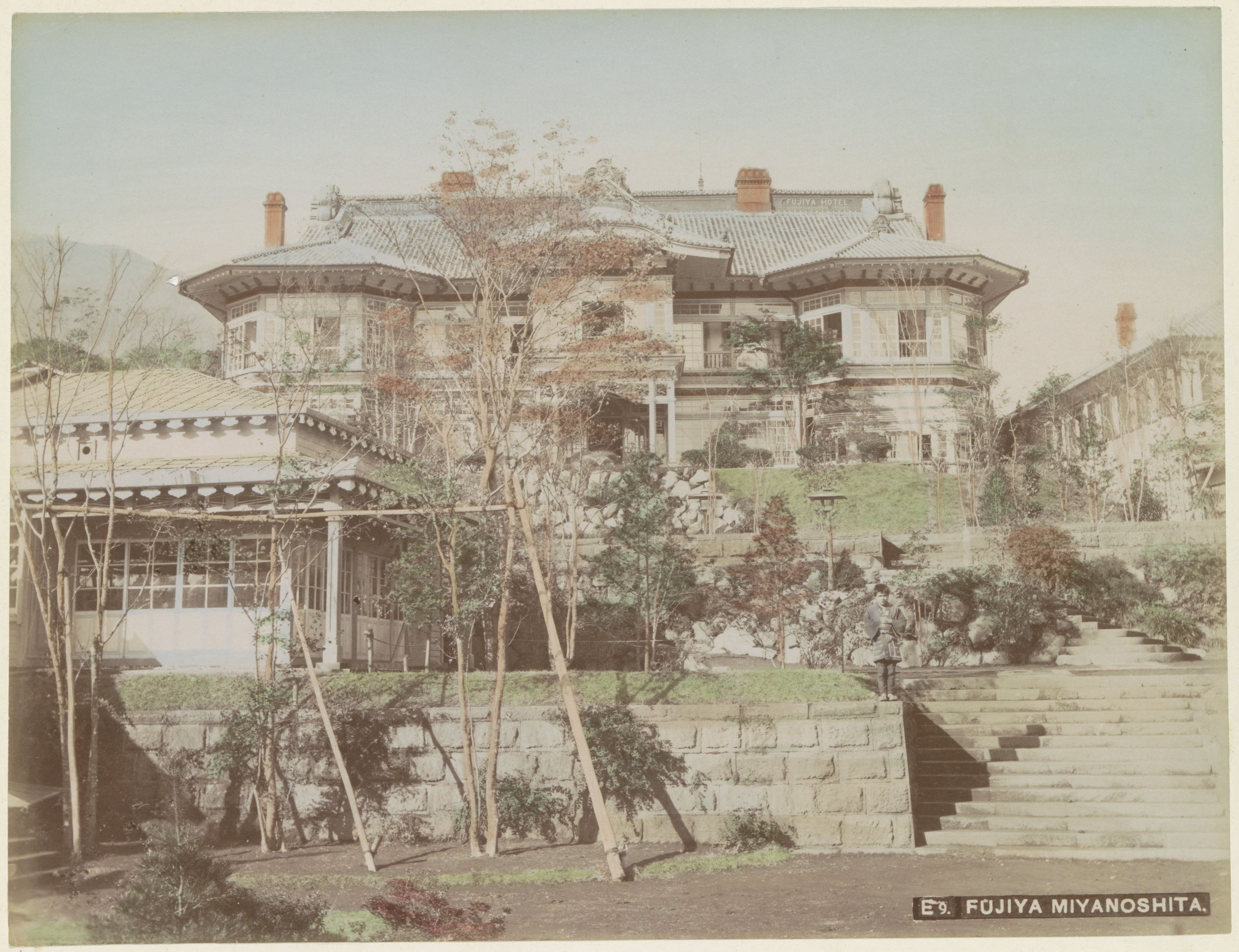
明治期の箱根富士屋ホテル

日本に帰国した翌年の1907年（明治40年）に、25歳で箱根富士屋ホテルの創業家である山口家の婿養子になり二代目経営者として手腕を発揮していく。外国経験が豊富で、語学が達者であり、ヨーロッパ等のホテルをたくさん見てきていたことから、日本のホテルにそれまでなかったことを取り入れていったのである。
1922年（大正11年）には、日本を代表するホテルである東京・帝国ホテルの本館が火事で焼失したことで経営陣を一新する事になり、新会長となった大倉喜七郎は、正造のホテル経営の手腕を見込んで要請し、同年6月24日に帝国ホテル新館の支配人にも抜擢された。この時は義理の甥である金谷正生(妹･多満の夫、金谷ホテル役員)とともに、翌年の4月まで経営にあたった。
正造が富士屋ホテルに取り入れたものには大きく分けて2つあり、1つは1930年（昭和5年）から『We Japanese』という日本を紹介する記事を英語で執筆して発行し、宿泊する外国人に配布した。これが好評で、それを後でまとめて1冊の本にして販売したところ、日本を訪れた記念として飛ぶように売れた。もう1つは、1929年（昭和4年）に自ら校長としてホテル実務学校の開設を行った。学校では実務を中心に3年間研修し、ホテルの実務を実際に自分で経験しながら覚えるといったものであった。戦後まもなく日本のホテルが苦労した時代に、活躍したのはこの富士屋ホテル学校出身者が多かったとされる。
正造は1944年（昭和19年）に亡くなるが、戦後まもなく、『正造記念育英会事業』が始まり、1946年（昭和21年）に、正造の遺族と日本ホテル協会の人が立教大学を訪ね、正造の遺志を継いで、母校の立教大学でホテル関係の人材育成活動を続けてほしいとする申し出を行った。こうして立教大学に開設されたのが、日本の大学での観光教育のさきがけである『ホテル講座』で、1967年に社会学部観光学科、1998年には日本初の観光学部が開設されるなど、現在の観光教育に受け継がれている。